# Ryland Adams
Ryland Adams (14 de mayo de 1991) es un conductor, escritor y productor nacido en Denver que se hizo popular al conducir noticias y hacer dinámicas en los canales de YouTube, Clevver. También ha trabajado como conductor en Revolt TV, AwesomenessTV y más.
Adams tiene experiencia en la actuación ya que ha sido doble de riesgo para varias personas, entre ellas, Justin Bieber en el programa televisivo CSI: Miami en el 2010.
Antes de la fama, era un gran periodista en la Universidad de metro State. 
En 2013, creó la red de cultura pop Utubular[1] para YouTube, sirviendo como anfitrión y productor para el canal también.
Hoy en día es conocido por su canal de YouTube y por su relación con el youtuber/comediante Shane Dawson, la cual, dio inicio en el 2016 (2016 - presente). 
Actualmente es la estrella Web número 1 nacida en Denver con tan solo 26 años de edad (2018). Sus vídeos tienen un impacto grande en las redes dado a su carisma y los curiosos temas que brinda a su audiencia, Adams obtiene más de un Millón de visitas en cada vídeo. Su canal describe principalmente su vida, ya que también es conocido por ser un Blogger en YouTube.